# همه (ترانه تانل پادار و دیو بنتون)
همه (انگلیسی: Everybody) ترانه‌ای با خوانندگی تانل پادار و دیو بنتون و ترانه‌سرایی مایان کارماس است.
این آهنگ در مسابقه آواز یوروویژن ۲۰۰۱ با ۱۹۸ امتیاز مقام اول را کسب کرده‌است.